# 萨尔特河畔勒梅勒
萨尔特河畔勒梅勒（法語：Le Mêle-sur-Sarthe，法語發音：[lə mɛl syʁ saʁt] ⓘ）是法国奥恩省的一个市镇，位于该省东南部，属于阿朗松区。

## 地理
萨尔特河畔勒梅勒（48°30'40"N, 0°21'17"E）面积0.62 平方千米，位于法国诺曼底大区奧恩省，该省份为法国西北部内陆省份，北起顺时针与卡爾瓦多斯省、厄尔省、厄尔-卢瓦省、萨尔特省、马耶讷省和芒什省接壤。
与萨尔特河畔勒梅勒接壤的市镇（或旧市镇、城区）包括：萨尔特河畔库隆日、圣奥班达珀奈、萨尔特河畔圣于连、萨尔特河畔圣莱热。
萨尔特河畔勒梅勒的时区为UTC+01:00、UTC+02:00（夏令时）。

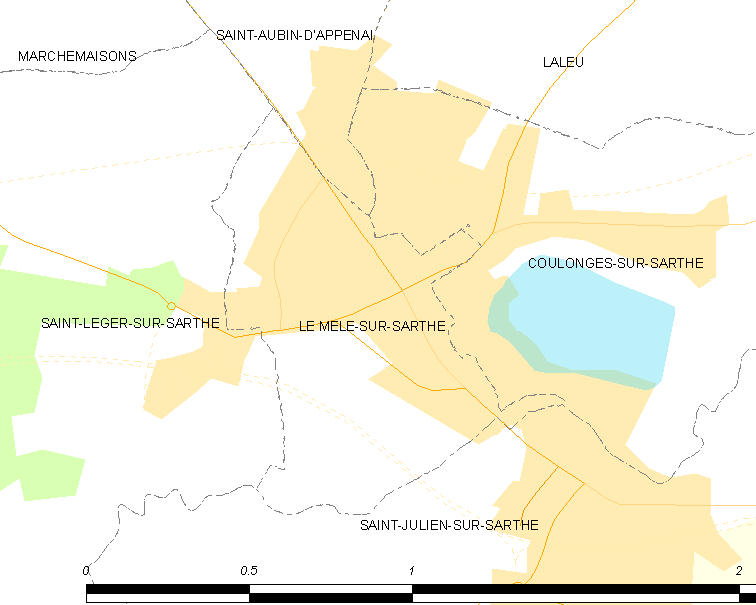
萨尔特河畔勒梅勒的OSM定位图

## 行政
萨尔特河畔勒梅勒的邮政编码为61170，INSEE市镇编码为61258。

## 政治
萨尔特河畔勒梅勒所属的省级选区为埃库沃县。

## 交通
法国国道N12线经过境内南部，奥恩省省道D4线、D4A线、D4E线、D6线和D511线经过市中心。

## 人口

1962-2008年间萨尔特河畔勒梅勒人口变化图示

萨尔特河畔勒梅勒于2022年1月1日时的人口数量为659人。